# 스페인 영화
스페인 영화는 스페인의 영화와 해외에서 스페인인 감독이 제작한 영화가 있다.
최근에 스페인 영화는 인지도가 많이 높아지며 그 창조성과 기술력을 주목 받았다. 오랜 스페인의 역사 중에 위대한 제작자였던 루이스 부녤은 전 세계적인 관심을 끈 1세대 감독으로서 1980년대의 페드로 알모도바르 감독을 이었다. 스페인 영화는 세군도 데 초몬, 플로리안 레이, 루이스 가르시아 베르랑가, 후안 안토니오 바르뎀, 카를로스 사우라, 훌리오 메뎀, 알레한드로 아메나바르와 같은 여러 감독들의 시도로 더욱 풍성해지고 있다. 2002년 아스투리아스의 왕자상을 수상한 우디 앨런은 2002년 오비에도에서 말했다. "제가 뉴욕을 떠났을 때 가장 흥미로웠던 영화는 페드로 알모도바르의 영화였습니다. 저는 유럽인들이 이처럼 영화 제작을 더욱 더 선도하길 바랍니다. 미국에서는 더 많이 뽑아낼 것이 없으니 말입니다."
미술감독 길 파론도, 극작가 라파엘 아스코나, 영화배우 마리벨 베르두, 페넬로페 크루스, 페르난도 레이, 프란시스코 라발, 안토니아 반데라스, 하비에르 바르뎀, 페르난도 페르난 고메스 등도 스페인 외에서 상당한 인지도를 얻은 영화 관련 인사들이다.
오늘날 스페인에서 10~20%의 관객이 자국 영화를 보고 있으며 이는 미주와 유럽 국가들에서도 유사한 현상이다. 스페인 정부는 자국 영화산업과 극장을 부흥하기 위한 다발적인 노력을 하고 있으며 주요 국영 텔레비전 방송에 영화기금을 조성하고 있다. 이러한 관심은 더욱 증폭되어 반대로 큰 반향을 낳았다.

## 유래
첫 스페인 영화 시연회는 바르셀로나에서 1895년 5월 5일 열렸다. 1896년에는 마드리드와 바르셀로나에서 여러 영화가 상영되기에 이른다.

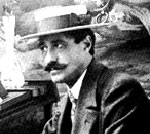
Segundo de Chomón

스페인 영화의 시점이 언제였는가에 대해서는 논란이 있다. 그 시초는 Salida de la misa de doce de la Iglesia del Pilar de Zaragoza (Exit of the Twelve O'Clock Mass from the Church of El Pilar of Zaragoza)나 Plaza del puerto en Barcelona (바르셀로나 항의 해변 알렉산드레 프로미오 작) 혹은 Llegada de un tren de Teruel a Segorbe (테루엘발 세고르베행 도착 기차)일 것으로 본다. 또한 이에 대해서는 프럭투오스 헬라베르트의 작품이었던 Riña en un café로 보는 경우도 있다. 모든 영화작품이 1897년 개봉했다.
전 세계적으로 대성공을 거둔 첫 스페인 감독은 프랑스와 이탈리아에서 작업했던 세군도 데 초몬이며 그는 이미 스페인 국내에서 여러 판타지 영화로 성공을 거두었었다.

## 무성영화
1914년 바르셀로나는 스페인의 영화 산업 중심이었다.  españoladas (대서사 영화의 일종)가 1960년대를 주름잡았고 플로리안 레이(아르헨티나 제국)와 1925년도에 처음 제작되었던 Nobleza Baturra 등도 이에 해당되었다. 역사극이었던 Vida de Cristóbal Colón y su Descubrimiento de América (크리스토퍼 콜럼버스의 삶과 아메리카 대륙의 발견, 1917년 작) 와 극작에 기반한 영화였던 1922년 작품 Don Juan Tenorio (1922)도 리카르도 데 바뇨스가 제작했다. 코미디 작품이었던 zarzuelas와 노벨상을 수상한 극작가 하신토 베나벤테는 그의 극작품을 영화로 제작하기도 했다.
1928년 에르네스토 히메네스 카바예로와 루이스 부녤이 처음으로 마드리드에 영화협회를 만들었다. 이 시기 즈음에서는 이미 마드리드가 영화 산업의 중심이 되었고 당시 58개 영화 중 44개 영화의 촬영이 마드리드에서 이뤄졌다.
전원극 La aldea maldita (저주받은 마을)와 동시에 루이스 부녤과 살바도르 달리가 초연했던 Un chien andalou (안달루시아 노래) 등도 이 때 제작되었으며 이 영화는 특별히 당시 아방가르드 영화의 백미로 손꼽혔다.

## 소리의 위기
1931년 외국의 유성 기술이 들어오면서 스페인의 영화산업이 타격을 받았고 그 해에는 단 1작품만 출품됐다.
1935년 마누엘 카사노바가 Compañía Industrial Film Española S.A.를 설립하였고 스페인 영화사에 유성영화를 도입했다. CIFESA는 현재까지 존재했던 스페인 영화사 중 최대 규모이다. 때로는 우익 성향이 짙어 비판을 받기도 하지만 많은 영화감독들은 여전히 이 회사를 지지한다. 회사는 17개의 영화를 제작하였다. 가장 큰 성공은 베니토 페로호의 La verbena de la paloma (비둘기의 베르베나)이다. 1947년 Don Quixote de la Mancha를 제작했고 당시로서는 고전적인 감성을 가장 잘 살린 정수로 평가받았다. 1935년이 되자 영화제작 작품수는 37편으로 늘어난다.

## 공동제작과 외국에서의 생산
1950~70년대에는 프랑스, 이탈리아와 함께 영화의 공동 제작이 널리 이뤄졌고 스페인 영화 산업도 부흥했던 시기였다. 스파게티 웨스턴(이탈리아 서부극) 작품들도 이탈리아 팀과 공동 작업으로 스페인 남부 지방에서 촬영된 것이 적지 않다.
여러 미국 역사극과 블록버스터도 스페인에서 촬영했다. King of Kings (1961), El Cid (1961), 55 Days at Peking (1963), The Fall of the Roman Empire (1964), Circus World (1964)) 등은 사무엘 브론스턴이 작업했다.
많은 배우들이 스페인 영화에 출연했다. 이탈리아인으로는 비토리오 가스맨과 로사노 브라지, 마리아 펠릭스(멕시코인)가 라 코로나 네그라에 출연했다.

## 민주화와 영화
독재기가 끝나면서 통제가 느슨해졌고 문화적으로 침체되었던 영화 산업의 부흥이 장려되면서 스페인어 뿐만 아니라 카탈루냐 영화진흥협회 등 여러 지방에서도 영화 관련 협회가 생겨난다.

처음에 대중적으로는 스트립쇼가 나타나면서 큰 성공을 거두었다. 민주화 이후에는 많은 감독들이 논란의 정점에 있는 소재를 다뤘으며 여러 영화를 다뤘다. 몬스트소 아르멘다리스나 후안마 바호 우요아가 세운 새로운 바스크의 영화는 특별히 뛰어난 작품이었다. 바스크 지방의 뛰어난 감독으로는 훌리오 메뎀이 있다.
그러나 스페인 영화는 걸출한 한 영화에만 그 수입이 집중되어 2004년에는 8~10개 영화가 전체 영화 중 80%의 수입을 차지했다.
반면에 스페인 포르노 영화 산업도 바르셀로나에서 융성했으며 대표적인 인물은 나초 비달이다.
1987년 스페인의 영화상인 고야상과 예술과학영화협회가 생기면서 많은 부분에서의 향상이 이뤄지고 감독, 극작, 감독 분야의 시상이 이뤄졌다. 1987년 3우러 16일 처음으로 마드리드 로페 데 베가 극장에서 열린 행사는 매년 1월 말에 열리며 작년 동안 발표된 작품 중에서 선별한다. 호세 루이스 페르난데스가 만든 프란시스코 데 고야의 모습이 조각된 작은 동 조각이 상패이다.

## 같이 보기
- 스페인의 미술
- 스페인의 역사